# Siempre ya

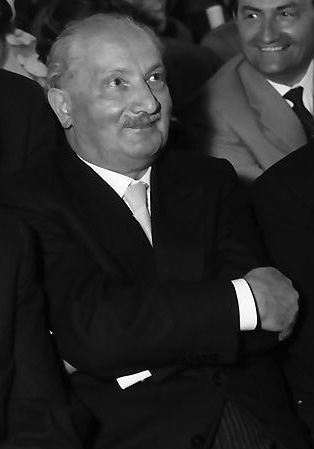
Martin Heidegger

Siempre ya es un término filosófico relativo a la percepción de los fenómenos por la mente de un observador. Se dice que las características de un fenómeno que parecen preceder a cualquier percepción de él están "siempre ya" presentes.

## Desarrollo
"Siempre ya" literalmente traduce la frase alemana immer schon que aparece de forma destacada en varias obras filosóficas del siglo XX, en particular en Ser y Tiempo de Martin Heidegger. La frase no es específica de la filosofía en alemán, pero se refiere a una acción o condición que ha continuado sin ningún comienzo identificable. Heidegger usó la frase rutinariamente para indicar que Dasein, la experiencia humana de la existencia, no tiene un comienzo aparte del mundo en el que existe uno, sino que se produce en él y por él.
Con la fuerza de la influencia de Heidegger, los filósofos franceses y más tarde ingleses adoptaron la traducción literal de la frase. Maurice Blanchot, que influyó en varias figuras del movimiento postestructuralista, utilizó el término para significar que el instante presente contiene tanto las consecuencias del pasado como las creencias sobre el futuro. En la tradición marxista, Louis Althusser observó que "los individuos son siempre-ya sujetos" dentro de una estructura ideológica antes de que se perciban a sí mismos como tales, incluso antes de nacer. A finales del siglo XX el término se extendió a varias áreas del discurso filosófico que incluyen la teoría literaria, la hermenéutica y la deconstrucción.